# Hubneria integra
Hubneria integra là một loài ruồi trong họ Tachinidae.